# Canindé (tiểu vùng)
Canindé là một tiểu vùng thuộc bang Ceará, Brasil. Tiều vùng này có diện tích 5331 km², dân số năm 2007 là 111517 người.